# Tierra Santa, Chiapas
Tierra Santa är en ort i Mexiko.   Den ligger i kommunen Villa Corzo och delstaten Chiapas, i den sydöstra delen av landet, 700 km sydost om huvudstaden Mexico City. Tierra Santa ligger 861 meter över havet och antalet invånare är 342.
Terrängen runt Tierra Santa är kuperad åt nordost, men åt sydväst är den bergig. Runt Tierra Santa är det ganska glesbefolkat, med 24 invånare per kvadratkilometer. Närmaste större samhälle är Tres Picos, 16,3 km sydväst om Tierra Santa. I omgivningarna runt Tierra Santa växer i huvudsak städsegrön lövskog.